# Sistema modular de sellado

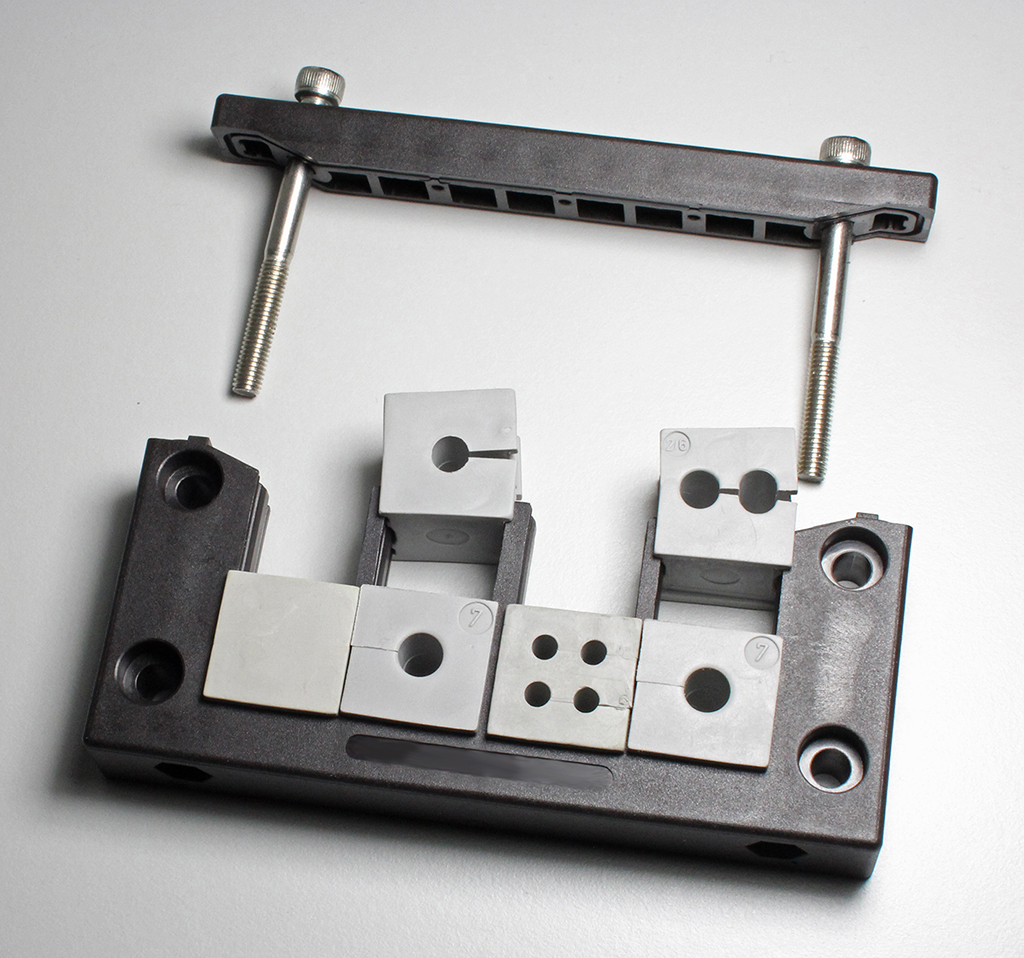
Pasamuros divisibles para cables conectorizados, con grados de protección hasta IP66 (dependiendo del tipo).

Los sistemas de sellado modulares suelen estar formados por un marco metálico o plástico de forma rectangular o redonda y un conjunto de módulos de sellado de goma. Los sistemas de sellado se utilizan en lugares donde se enrutan cables o tuberías a través de aperturas en estructuras. La función de los sistemas es proteger a personas y equipos de, por ejemplo, agua, fuego, gas, polvo y roedores. 
Con los pasamuros divisibles se pueden introducir cables conectorizados y no connectorizados de forma segura. Operaciones de mantenimiento y ampliaciones se realizan de forma cómoda y sencilla.
- Datos: Q5785968